# 全国柔道事故被害者の会
全国柔道事故被害者の会（ぜんこくじゅうどうひがいしゃのかい）は、柔道による事故・事件・犯罪の被害者のサポートを目的とした団体。

## 概要
「柔道事故の被害に遭われた方とその家族の支援と、その活動を通じて柔道の安全に貢献すること」を目的としている。
日本の中学校・高等学校での1983年から2009年まで27年間の柔道死者は、判明しているだけでも108人と、他のスポーツと比べて異常なまでに多いのが現状である。
柔道をはじめとする部活動に起因する事故・事件は、事実関係の調査や法的責任を問うのが困難である為、問題解決に向けて取り組んでいる。

## 組織
2013年4月現在
- 会長：村川　義弘
- 副会長：田中　義之
- 副会長：澤田　博紀
- 事務局：小林　恵子
- アドバイザー：武田　さち子

- 正会員 - 年間2,000円以上を会に上納することが求められる。
- 賛助会員 - 年間1,000円以上を会に上納することが求められる。